# Cooke Bluff
Das Cooke Bluff ist ein wuchtiges und vereistes Felsenkliff im ostantarktischen Viktorialand. Es ragt südlich des Rampart Ridge zwischen dem Ruecroft-Gletscher und dem Rutgers-Gletscher auf.
Das Advisory Committee on Antarctic Names benannte das Kliff 1994 nach William B. Cooke, Kartograf in der Abteilung für Spezialkarten des United States Geological Survey von 1951 bis 1987, der bedeutende Beitrage zur Kartierung Antarktikas lieferte.